# Vester Åby
Vester Åby (alternativt: Vester Aaby) är en tätort i Fåborg-Midtfyns kommun i Region Syddanmark i Danmark. Tätorten har 772 invånare (2024). Den ligger på Fyn, cirka 18 kilometer sydväst om Ringe.